# Pedro de Raxis

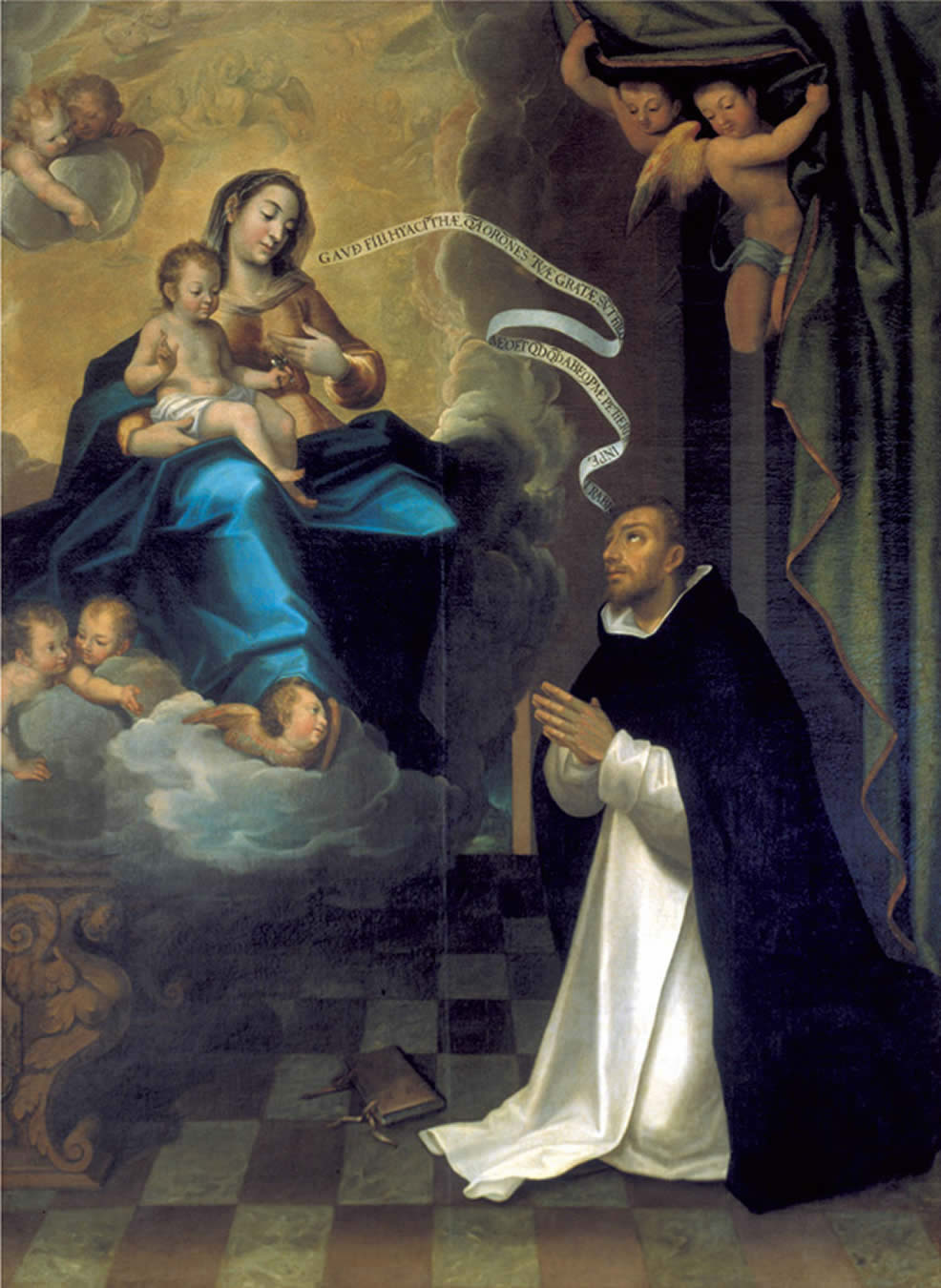
Aparición de la Virgen a San Jacinto, óleo sobre lienzo (291 x 210 cm.), Museo de Bellas Artes de Granada.

Pedro de Raxis (1555-1626) fue un pintor y dorador español, miembro de una extensa familia de artistas originaria de Italia y establecida en Alcalá la Real (Jaén).

## Biografía
Bautizado el 16 de febrero de 1555 en Alcalá la Real, Pedro de Raxis «el Joven» era nieto del pintor sardo Pedro Raxis «el Viejo», natural de Cagliari (Italia). Su formación discurrió en el taller familiar donde, bajo la dirección del abuelo, trabajaron su padre Melchor Raxis y sus tíos, Pedro, Nicolás, Miguel y Pablo, más conocido como Pablo de Rojas, quien llegaría a ser uno de los principales referentes de la escuela granadina de escultura y con el que colaboraría Pedro frecuentemente. Se desconoce si completó su formación con algún otro maestro fuera del taller familiar, como consta que hicieron sus hermanos.
El taller de los Raxis extendió su influencia desde Alcalá la Real a toda la diócesis jienense, con ramificaciones en las provincias circundantes especialmente en Granada, donde ya en 1579 se encontraba Pedro casado con una hija de Juan de Orihuela, pintor y dorador granadino. Entre sus primeras ocupaciones estará la de pintar doseles de guadamecí para diversas iglesias de la diócesis, pero las influencias familiares le permitirán, además, seguir contratando obra fuera de Granada, y entre otras se encargará con Ginés López de ejecutar las pinturas y el dorado del retablo mayor de la iglesia de la Asunción de Priego de Córdoba. 
A partir de 1585 se documentan numerosos encargos: retablo de Santa María Mayor de Alcaudete (Jaén), retablo y bóvedas de la capilla del hospital de Santiago en Úbeda (Jaén), que realiza entre 1586 y 1587 en unión con Gabriel Rosales, con quien podría haber compartido también las pinturas al fresco y al temple de las bóvedas sobre pechinas de la parroquial de Villacarrillo (Jaén), trabajos que le obligaron a viajar por las tierras de la diócesis y sus inmediaciones y que hará compatibles con otros destinados a la propia ciudad de Granada, en su mayor parte de estofado pero también alguno de pintura, como el cuadro de los Santos Cosme y Damián que pinta para el convento de los Mártires, actualmente en el Museo de Bellas Artes de Granada. 
A los últimos años del siglo XVI corresponderá uno de los encargos más importantes que recibe su prolífico taller: la pintura de la cúpula que corona la escalera imperial del Monasterio de Santa Cruz la Real de Granada, en unión con Blas de Ledesma y Diego Domedel. Igualmente se ocupará de las pinturas de la bóveda central de la catedral de Baeza (Jaén), y ya en 1603 del añadido de un cuerpo al retablo del monasterio de San Jerónimo en Granada con su tío Pablo de Rojas, con quien colaboró en 1610 en el retablo mayor de la iglesia de la Encarnación en Albolote (Granada), en el que participaron así mismo Martín Gaviria y Miguel Cano, padre de Alonso, que se encargó del ensamblaje. De 1615 es el retablo de la capilla de Santa Ana en la Catedral de Granada.
Raxis destacó particularmente en el estofado. Francisco Pacheco lo recuerda elogiosamente en el Arte de la Pintura, al tratar de la técnica del dorado, junto a Blas de Ledesma y Antonio Mohedano como seguidores de Giulio Aquili, conocido en España como Julio Aquiles, y Alejandro Mayner, introductores de los grutescos en el Palacio de La Alhambra, pues asociaba ambas técnicas. Como pintor de historias no pasará, sin embargo, de un nivel discreto, formado en el seco manierismo de fines del XVI desde el que, según Alfonso E. Pérez Sánchez, hará un tímido esfuerzo de aproximarse «a un tono atmosférico, análogo a lo que en mayor medida hacía Roelas» en obras tardías como podría ser el óleo de la Aparición de la Virgen a San Jacinto del Museo de Bellas Artes de Granada.